# 責任準備金
責任準備金(せきにんじゅんびきん)は、保険会社が将来の保険金や給付金を支払うために積立てている負債である。本項は、日本の保険業法に沿った解説を行う。

## 概要
責任準備金とは、保険契約の将来の債務履行のため、当該債務を保険数理的に評価し、積立てる金額である。責任準備金は保険契約準備金の1つであり、保険業法により、算出方法は算出方法書への記載が求められている。
責任準備金のうち、保険料積立金と払戻積立金の算出に当たっては、積立方式と計算基礎率を定める必要がある。そのうち、積立方式は平準純保険料式を採用することが保険業法施行規則において定められている。ただし、同規則により、業務又は財産の状況及び保険契約の特性等に照らし特別な事情がある場合には、その他の積立方式の採用も許容される。この場合においても、保険料積立金及び払戻積立金の額は、保険数理に基づき、合理的かつ妥当なものでなければならない。
責任準備金は予定利率に見合った収益を確保すべく運用されているが、その多くは日本国債により運用されている。日本銀行・政府の量的緩和政策を背景として、日本国債の利回りが低下していることから、予定利率等も低下している。

## 責任準備金の分類
保険業法施行規則により責任準備金は区分されており、その区分は会社形態により異なる。

### 生命保険会社
生命保険会社は第六十九条、外国生命保険会社等は第百五十条に基づき、保険料積立金、未経過保険料、払戻積立金、危険準備金に区分して責任準備金を積み立てる。

### 損害保険会社
損害保険会社は第七十条、外国損害保険会社等は第百五十一条に基づき、保険料積立金、未経過保険料、異常危険準備金、危険準備金、払戻積立金、契約者配当準備金等に区分して責任準備金を積み立てる。

### 少額短期保険業者
少額短期保険業者は、第二百十一条の四十六に基づき、普通責任準備金(未経過保険料と初年度収支残のうち、大きい額)、異常危険準備金、契約者配当準備金等に区分して責任準備金を積み立てる。

## 標準責任準備金制度
1996年（平成8年）より、標準責任準備金制度が導入されている。この制度では、責任準備金の評価に用いる積立方式と計算基礎率を、金融庁長官の定めるものを使用して計算することとされ、平成八年大蔵省告示第四十八号にその詳細が定められている。これは、保険会社が設定する保険料水準にかかわらず、保険会社の健全性維持の観点から必要とされる責任準備金の水準を定めるものである。